# The Boston Globe

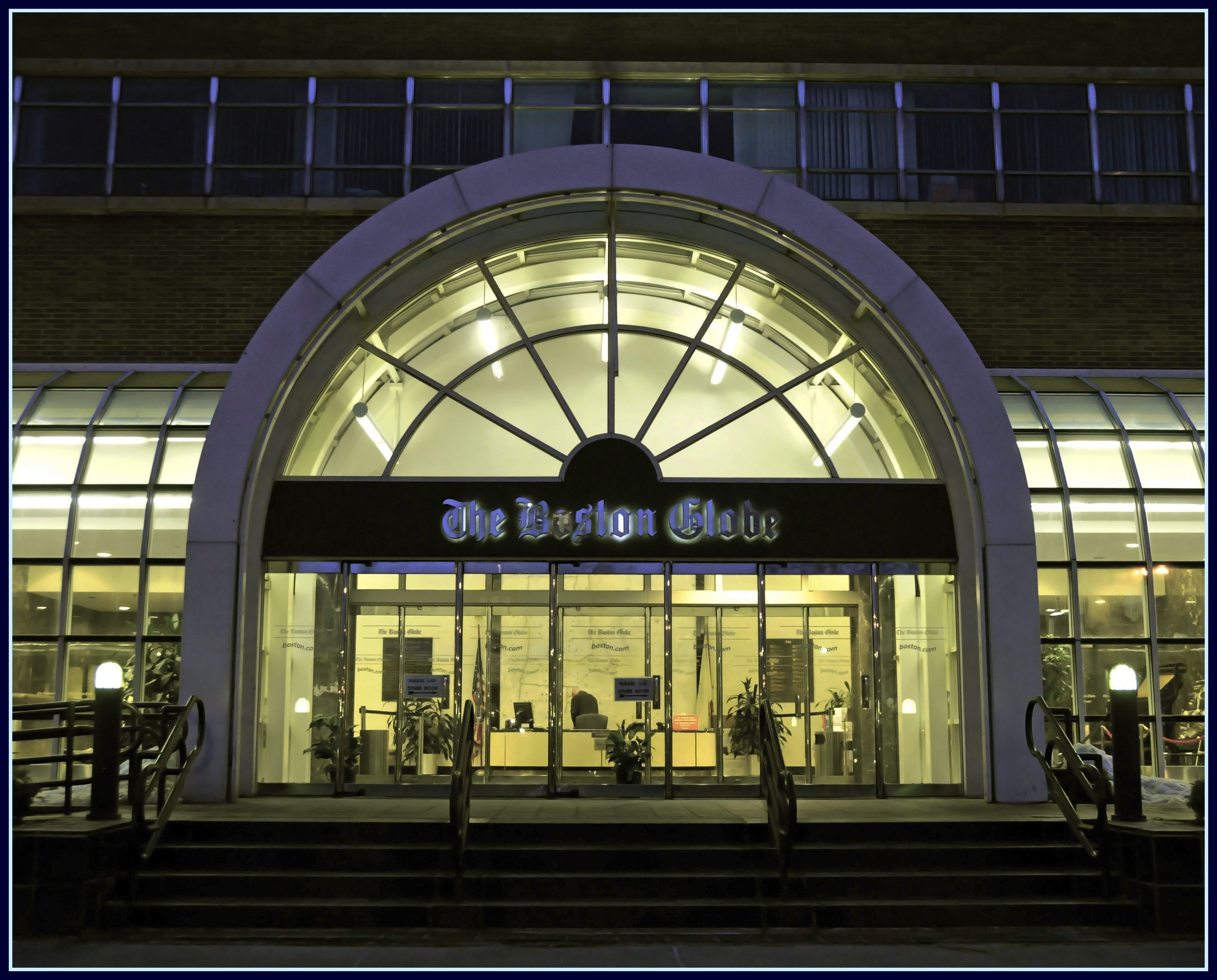
La sede del Boston Globe

Il Boston Globe è un quotidiano statunitense edito a Boston.
Si tratta del quotidiano più diffuso della città e della regione del New England, con una tiratura media giornaliera (nel 2013) di 245 572 copie. Dal 2013 è di proprietà del magnate John W. Henry, che lo ha rilevato dalla New York Times Company.

## Storia
Il Globe fu fondato nel 1872 da sei uomini d'affari di Boston guidati da Eben Jordan che assieme agli altri investì 150 000 dollari. La prima pubblicazione avvenne il 4 marzo 1872 e il giornale poteva essere acquistato al prezzo di quattro centesimi. Originariamente era un giornale del mattino, quando comincio la pubblicazione Sunday nel 1877. Nel 1878 il Globe cominciò con un'edizione pomeridiana chiamata "The Boston Evening Globe" che terminò nel 1979.
Il Globe è stato una azienda privata fino al 1973 quando divenne pubblica sotto il nome di Affiliater Publications. Continuò ad essere amministrato dai discendenti di Charles H. Taylor, che era stato assunto per guidare il giornale nel 1873.
Nel 1993 Affiliated Publications si fuse con la New York Times Company, editore del New York Times. Attualmente il Globe è posseduto interamente da questa compagnia. Le famiglie Jordan e Taylor ricevettero un grande numero di azioni del Times Company, ma l'ultimo membro della famiglia Taylor lasciò la dirigenza nel 2000-2001.
Nel 1998, la giornalista Patricia Smith fu costretta alle dimissioni dopo la scoperta che aveva falsificato notizie in numerosi articoli. Sono state sollevate obiezioni sul diverso criterio adottato nel giudicare un episodio analogo accaduto al Globe che ha riguardato Mike Barnicle, che è bianco a differenza di Smith che è Afro-Americana: Barnicle, infatti, è stato accusato della medesima condotta senza per questo essere punito. In agosto dello stesso anno, si scoprì che Barnicle aveva scritto un articolo prelevando materiale dal libro di George Carlin "Brain Droppings". Per questa accusa venne sospeso e i suoi vecchi articoli furono esaminati. Nel riesame i redattori del Globe scoprirono che Barnicle aveva falsificato una storia su due malati di cancro così fu costretto a rassegnare le dimissioni.
I reporter del Globe hanno avuto un ruolo fondamentale nel mettere in luce lo scandalo degli abusi sessuali compiuti da membri della chiesa cattolica nel periodo fra il 2001 e il 2003, specialmente per quanto riguarda le chiese del Massachusetts. Furono premiati con il Premio Pulitzer per il loro lavoro, uno dei numerosi premi che il giornale ha ricevuto per il suo straordinario giornalismo investigativo. La vicenda ha ispirato il film Il caso Spotlight del 2015. 
Il Globe è anche ricordato per aver permesso a Peter Gammons di iniziare la sua rubrica Notes sul baseball, che è diventata un classico della stampa americana. Gammons divenne membro della Hall of fame dei cronisti di Baseball.
Ad oggi il Globe ospita 28 blog riguardanti i più disparati argomenti come lo sport di Boston, la politica locale ed altri blog fatti di post degli opinionisti del giornale.

## La rivista allegata
Quasi ogni settimana viene distribuito con il Sunday, il «Globe Magazine», diretto da Doug Most.
Dal 6 agosto 2006 il magazine ha una nuova impaginazione. Questi cambiamenti consistono nello spostamento della sezione Inspirations nella sezione Boston Uncommon. Sono state inoltre aggiunte le sezioni Q/A e Pierced.
Il 23 ottobre 2006, il Boston Globe ha annunciato la pubblicazione di Design New England: The Magazine of Splendid Homes and Gardens. Il giornale in carta patinata viene pubblicato 6 volte l'anno.

## Collaboratori
- Robin Abrahams - scrive la rubrica Miss Conduct
- Doug Most - direttore
- Charlie Pierce - staff writer
- Neil Swidey - staff writer
- Tina Sutton - scrive The Clothes We Wear

## Rubriche
- Editor's Notes: appunti scritti da Doug Most
- Letters: corrispondenza con i lettori
- Q/A: una mini intervista con una personalità locale
- The Big Deal: il profilo di una recente transazione
- Pierced: rubrica a cura di Charlie Pierce
- Tails From the City: storie di generosità a Boston e dintorni
- The Clothes We Wear: rubrica sulla moda
- Miss Conduct: rubrica che tratta prevalentemente delle buone maniere e galateo
- The Globe Puzzle: cruciverba
- Coupling: saggio sulla chimica sociale, di solito riguardante la vita amorosa di qualcuno.

## Premi Pulitzer
2005 - Explanatory Reporting, Gareth Cook
2003 - Public Service, Boston Globe Spotlight Team
2001 - Distinguished Criticism, Gail Caldwell
1997 - Distinguished Commentary, Eileen McNamara
1996 - Distinguished Criticism, Robert Campbell
1995 - Distinguished Beat Reporting, David M Shribman
1985 - Feature Photography, Stan Grossfeld
1984 - Spot News Photography, Stan Grossfeld
1984 - Local Reporting, The Boston Globe
1983 - National Reporting, the Boston Globe Magazine
1980 - Distinguished Commentary, Ellen Goodman
1980 - Distinguished Criticism, William Henry III
1980 - Special Local Reporting, The Boston Globe Spotlight Team
1977 - Editorial Cartooning, Paul Szep
1975 - Meritorious Public Service, The Boston Globe
1974 - Editorial Cartooning, Paul Szep
1972 - Local Reporting, The Boston Globe Spotlight Team
1966 - Meritorious Public Service

## Firme

### Attuali
- Ron Borges
- Ty Burr
- James Carroll
- Gareth Cook
- Alex Beam
- Ellen Goodman
- Stan Grossfeld
- Bob Hohler
- Derrick Z. Jackson
- Jeff Jacoby
- Michael Kranish
- Jackie MacMullan
- Eileen McNamara
- Wesley Morris
- Bob Ryan
- Dan Shaughnessy
- Joan Vennocci
- Adrian Walker
- Dan Wasserman
- Cathy Young

### Del passato
- Bud Collins
- Mike Barnicle
- Peter Gammons
- Michael Holley
- Will McDonough
- Michael Smith
- Patricia Smith
- Paul Szep